# Pantoprazole
Le pantoprazole est un médicament gastro-résistant qui réduit la quantité d'acide sécrétée par l'estomac. Il est un inhibiteur de la pompe à protons utilisé contre les ulcères gastriques, duodénaux, certaines œsophagites, les infections à Helicobacter pylori ; il est parfois associé à certains anti-inflammatoires pour pallier certains effets secondaires. Il peut provoquer des nausées et une augmentation des transaminases.
Il est commercialisé, entre autres, par les laboratoires Altana sous le nom d'« Eupantol », Sanofi Aventis sous le nom d'« Inipomp », Nycomed sous le nom de « Pantoloc », et aussi sous le nom de « Pantomed ».

## Chimie

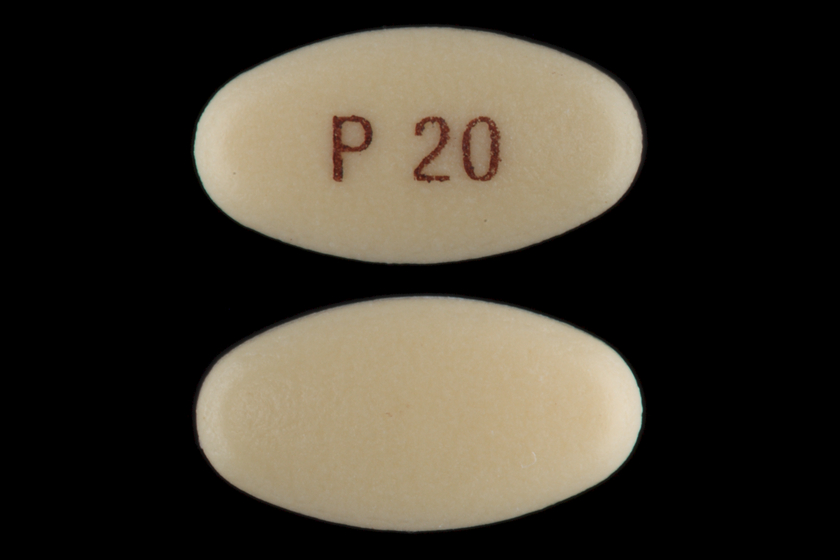
Pantoprazole 20mg, de la firme Wyeth.

La molécule de pantoprazole porte le groupe fonctionnel sulfoxyde, c'est donc un composé organo-sulfuré. Son atome de soufre est asymétrique rendant la molécule chirale qui se présente donc sous forme de deux énantiomères.

## Effets indésirables possibles
- Agranulocytose
- Thrombopénie
- Leucopénie
- Pancytopénie
- Hypersensibilité
- Réaction anaphylactique
- Choc anaphylactique
- Hyperlipidémie
- Augmentation des triglycérides
- Augmentation du cholestérol
- Modification du poids
- Hyponatrémie
- Hypomagnésémie
- Trouble du sommeil
- Dépression
- Aggravation d'une dépression
- Désorientation
- Aggravation d'une désorientation
- Hallucination
- Confusion
- Aggravation de la confusion
- Aggravation d'hallucination
- Céphalée
- Sensation vertigineuse
- Trouble du goût
- Trouble visuel
- Vision floue
- Diarrhée
- Nausée
- Vomissement
- Distension abdominale
- Météorisme
- Constipation
- Sécheresse buccale
- Douleur abdominale
- Gêne abdominale
- Élévation des enzymes hépatiques
- Augmentation des transaminases
- Augmentation des GGT
- Augmentation de la bilirubinémie
- Lésion hépatocellulaire
- Ictère
- Insuffisance hépatocellulaire
- Rash cutané
- Exanthème
- Éruption cutanée
- Prurit cutané
- Urticaire
- Œdème de Quincke
- Syndrome de Stevens-Johnson
- Syndrome de Lyell
- Érythème polymorphe
- Photosensibilité
- Lupus érythémateux cutané subaigu
- Arthralgie
- Myalgie
- Néphrite interstitielle
- Gynécomastie
- Asthénie
- Fatigue
- Malaise
- Augmentation de la température corporelle
- Œdème périphérique
- Augmentation du risque d'infection
- Réaction allergique